# Заведение (Иркутская область)
Заведе́ние — посёлок в Боханском районе Иркутской области России. Входит в состав Тарасинского муниципального образования. 

## География
Посёлок находится на правом берегу реки Тараса (левый приток Иды), на расстоянии 16 км к юго-востоку от посёлка Бохан, административного центра района.

## Население
| 2002 | 2010 | 2011 | 2012 |
| ---- | ---- | ---- | ---- |
| 0    | →0   | →0   | →0   |